# Chester (Wisconsin)
Chester – miasto w Stanach Zjednoczonych, w stanie Wisconsin, w hrabstwie Dodge.